# Давидки (Вілейський район)
Давидки (біл. вёска Давыдкі) — село в складі Вілейського району Мінської області, Білорусь. Село підпорядковане Костеневицькій сільській раді, розташоване в північній частині області.

## Історія
У 1921–1945 роках село знаходилось у Польщі, у Вільнюськім воєводстві, Вілейського повіту, у гміні Ілля, з 1932 у гміні Костеневичі.

## Населення
- 1921 рік — 212 людини, 42 будинків[1].
- 1931 рік — 281 людини, 50 будинків[2].